# 江西传媒职业学院
江西传媒职业学院，简称江传、江西传媒学院，是一所位于江西省南昌市的公办专科层次普通高等学校，是经过江西省人民政府批准成立的公办全日制普通高等院校，隶属于江西省广播电视局。

## 历史沿革
1985年3月，经江西省政府批准，江西省印刷学校成立，学校初建时设在湾里区原江西新华印刷二厂车间内。
1987年7月，学校搬迁至青云谱省军区教导大队的营房租赁办学。
1988年7月，校舍又搬迁到南昌陆军学院岱山营房内，继续租赁办学。
1990年3月5日，省政府批准江西省印刷学校改名为江西省出版学校。
1992年2月，搬迁至南昌气象学校，寄居办学；9月5日，学校正式定址在桃花乡。
1993年4月，江西省劳动厅批准江西省出版学校为江西省印刷、发行行业工人技术培训考核基地。
2002年，江西省印刷学校更名为江西新闻出版学校，江西省印刷技工学校创建（合署）。
2008年，设立为江西新闻出版职业技术学院。
2015年，更名为江西传媒职业学院。

## 办学条件

### 院系专业
截至到2022年6月，学校官网显示，该校设有9个二级系、院（部、中心），25个高职专业。

### 师资力量
根据2022年6月学校官网显示，学校专任教师总人数206人，其中硕士及以上教师占比72.4%，高级职称教师占比32.6%，“双师”素质教师占比78.5%，具有企业工作经历教师占比85.9%；拥有全国新闻出版行业领军人才1名，全国行业科技创新标兵1人，全国新闻出版行业院校专业带头人2人、优秀教师3人，省级骨干教师3人。